# Dê o Fora
Dê o Fora é o primeiro EP da banda de punk rock brasileira Cólera, lançado no formato 7" em 1986, pelo selo Hageland Records da Bélgica.

## Faixas
1. "Dê o Fora"
2. "Senhor Dirigente"
3. "H.C.O.P. (HC-Oi-Punk)"
4. "Vida Desgraçada"